# Sclerochilus incurvatus
Sclerochilus incurvatus is een mosselkreeftjessoort uit de familie van de Bythocytheridae. De wetenschappelijke naam van de soort is voor het eerst geldig gepubliceerd in 1940 door Klie.